# 실바나 망가노
실바나 망가노(Silvana Mangano, 이탈리아어 발음: [ˈmaŋɡano], 1930년 4월 21일 ~ 1989년 12월 16일)는 이탈리아의 배우이다. 제2차 세계 대전 하 궁핍한 환경에서 성장했으며 댄서와 모델로 활동했다. 1946년, "미스 로마" 타이틀을 얻으면서 영화계에 입문하게 되었다. 1949년 영화 《쓰디쓴 쌀》이 크게 성공하면서 이름을 알렸다. 다비드 디 도나텔로 여우주연상 3회, 나스트로 디아르젠토 여우주연상 2회 수상자이다.

## 작품 목록
- 쓰디쓴 쌀 (1949)
- 율리시즈 (1954)
- 나폴리의 황금 (1954)
- 다섯 마녀 이야기 (1967)
- 에디푸스 왕 (1967)
- 테오레마 (1968)
- 베네치아에서의 죽음 (1971)
- 폭력과 열정 (1974)
- 듄 (1984)
- 검은 눈동자 (1987)